# Centani

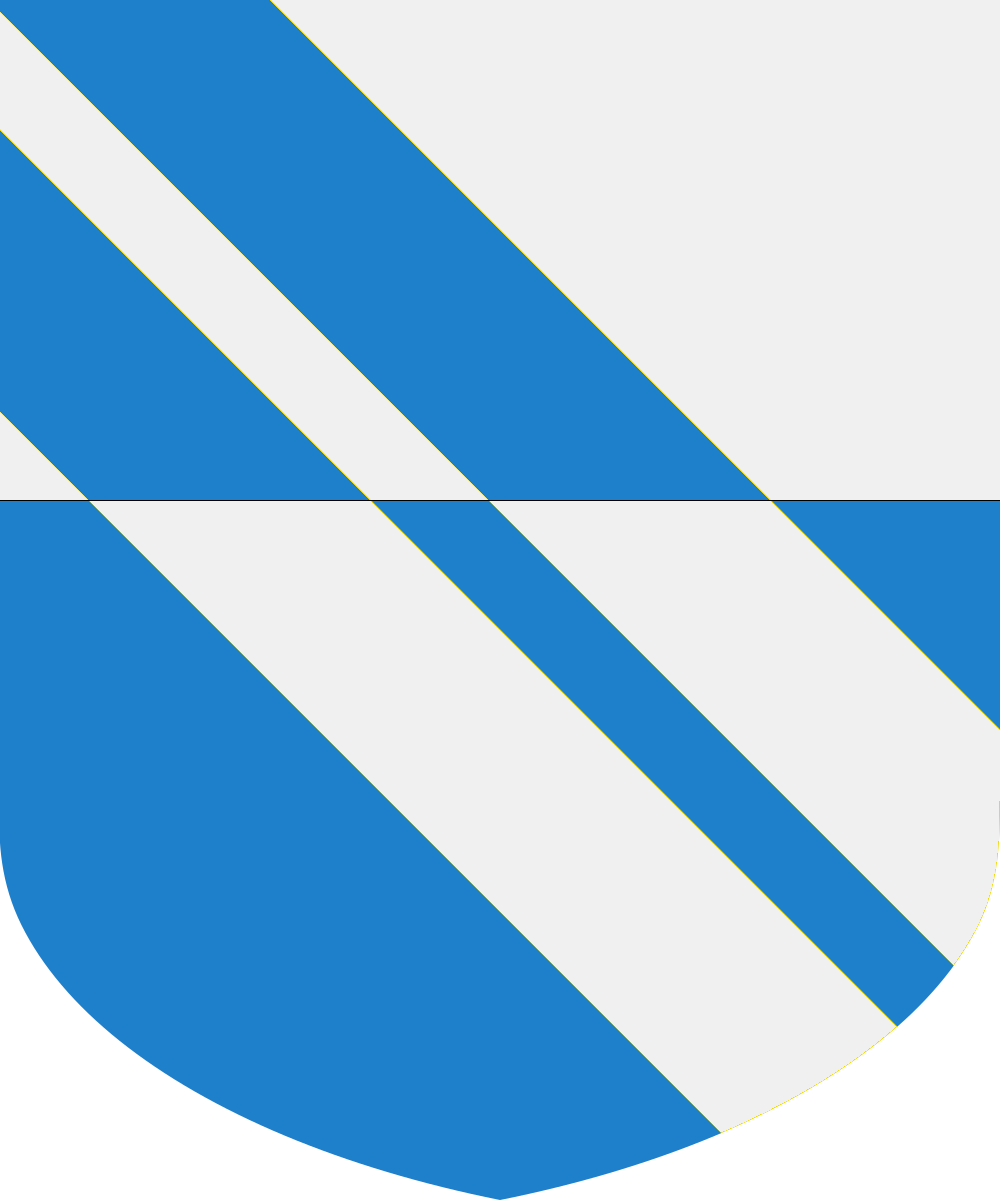
Stemma Centani

I Centani (talvolta anche Zentani o Zantani) furono una famiglia patrizia veneziana, annoverata fra le cosiddette Case Nuove.

## Storia
La leggenda riporta che i Centani sarebbero stati originari dell'antica Equilio, odierna Jesolo. 
Giunti in laguna in epoche remote, questa famiglia era divisa in due rami, l'uno patrizio, l'altro popolare. Alla serrata del Maggior Consiglio del 1297, rimasero tra i casati ammessi alla gestione degli affari politici.
Le cronache riportano, tra i membri degni di nota della famiglia, un Antonio, il quale, nel 1492, combatté valorosamente contro gli ottomani durante la difesa di Modone; una volta caduta la piazzaforte in mano turca, costui fu mandato al supplizio e segato vivo in due.
Incerta è la data d'estinzione della famiglia, che scomparve ben prima della caduta della caduta della Serenissima: per quanto riguarda il ramo patrizio, talune fonti riportano come data d'estinzione il 1560 in un Antonio di Marco Centani, che aveva fatto ricostruire l'Ospedale degli Incurabili, oppure il 1576 in un Antonio di Zaccaria di Giovanni Centani, sposatosi nel 1551 con una figlia di Alvise di Francesco Donà, e morto durante la grande pestilenza del 1575-1577. Ipotesi più recenti confermano parzialmente queste fonti, fissando come limiti temporali gli anni compresi tra il 1543 e il 1605.

## Membri illustri
- Antonio Centani (XVI secolo), cavaliere e tra i governatori dell'Ospedale degli Incurabili era delegato alle fabbriche;
- Antonio Centani (XVI secolo), musicista veneziano.

## Luoghi e architetture
- Palazzo Centani Morosini, a Dorsoduro
- Palazzo Centani, detto "Casa di Carlo Goldoni", a San Polo

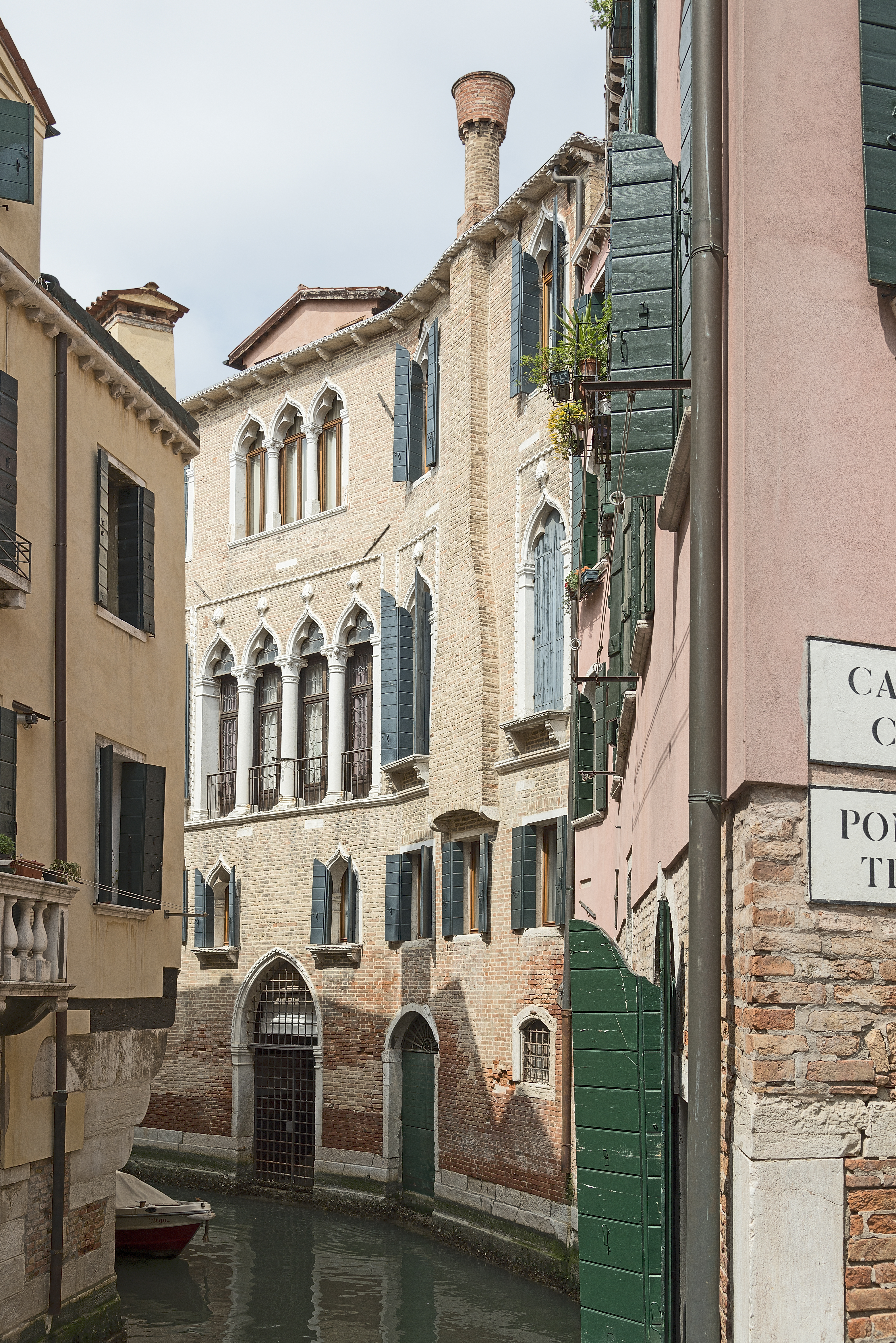
Palazzo Centani a San Polo